# Atalaia (Paraná)
Atalaia es un municipio brasileño del estado de Paraná.

## Historia
Entre 1943 y 1950 esas tierras pertenecían al municipio de Mandaguari. En 1951, por causa de la extensa área que comprendía el municipio de Mandaguari, ocurre el desmembramiento y la creación del municipio de Nova Esperança, que entonces pasó a responder por la jurisdicción del pequeño poblado.
En 14 de diciembre de 1953, por la Ley Estatal n.º 1.524, el núcleo de Atalaia fue elevado a la condición de distrito administrativo de Nova Esperança, y desarrollada por la Compañía de Mejoramientos Norte del Paraná. La ocupación y el poblamiento fueron facilitadas debido a la fertilidad de su suelo y al cultivo del café.

## Geografía
Posee un área de 137,724 km² representando 0,0691 % del estado, 0,0244 % de la región y 0,0016 % de todo el territorio brasilero. Se localiza a una latitud 23°9′4″ sur y a una longitud 52º03'14" oeste, estando a una altitud de 630 metros. Su población estimada en 2005 era de 3944 habitantes.

### Demografía
Datos del censo - 2000
Población Total: 4015
- Urbana: 3327
- Rural: 688
- Hombres: 2067
- Mujeres: 1948

Índice de Desarrollo Humano Municipal (IDH-M): 0,765
- Idh salario: 0,682
- Idh longevidad: 0,758
- Idh educación: 0,855

### Carreteras
- PR-218: Trecho Ángulo - Atalaia.
- PR-458: Trecho Atalaia - Entr. BR-376.
- PR-458: Trecho Flórida - Atalaia.

## Administración
- Prefecto: Nilson Aparecido Martins (2005/2008)
- Viceprefecto:
- Presidente de la Cámara: (2007/2008)